# Haplinis rufocephala
Haplinis rufocephala là một loài nhện trong họ Linyphiidae.
Loài này thuộc chi Haplinis. Haplinis rufocephala được Arthur T. Urquhart. miêu tả năm 1888.